# Shūkan Playboy
Shūkan Playboy (週刊プレイボーイ Shūkan Pureibōi?), también conocida como Weekly Playboy, Shūpure (週プレ?) o WPB, es una revista semanal japonesa publicada por Shūeisha desde 1966. Aunque la revista publica una variedad de noticias y artículos de interés especial, columnas, entrevistas a celebridades y manga, se considera una revista pornográfica. El grupo demográfico objetivo son los hombres, y cada número presenta varias fotografías de desnudos de modelos femeninas.
Esta revista no es una edición regional de la revista estadounidense Playboy; la edición japonesa de esa revista fue publicada como Gekkan Playboy por Shūeisha hasta su cancelación en enero de 2009.

## Manga publicado enShūkan Playboy
- Circuit no Ōkami II: Modena no Tsurugi by Satoshi Ikezawa
- Lady Snowblood (修羅雪姫) por Kazuo Koike y Kazuo Kamimura
- Modena no Ken (モデナの剣) por Satoshi Ikezawa
- Kanojo no Karera (彼女のカレラ) por Kia Asamiya
- Ore no Sora (俺の空) por Hiroshi Motomiya
- Polo Shirt and Upper Cut por Norifusa Mita
- Taiyō no Makibaō por Tsunomaru
- Kinnikuman II Sei por Yudetamago
- Kinnikuman por Yudetamago
- Beat Shot!! por Satoshi Ikezawa